# شونيز صحراوي
الشونيز الصحراوي (باللاتينية: Nigella deserti) نوع نباتي يتبع جنس الشونيز من الفصيلة الحوذانية.

## الموئل والانتشار
موطن هذا النوع بلاد الشام.